# Setarches guentheri
Setarches guentheri is een straalvinnige vissensoort uit de familie van schorpioenvissen (Setarchidae). De wetenschappelijke naam van de soort is voor het eerst geldig gepubliceerd in 1862 door Johnson.